# Бадхыз
Бадхы́з (туркм. Bathyz — «ветер подымается») — возвышенность на юго-востоке Туркменистана в междуречье Теджена и Мургаба. Высота до 1000 метров.
На склонах полупустынная и пустынная растительность, местами — заросли фисташки. В понижениях — такыры и солончаки. В Бадхызе сохранился дикий осёл — кулан.
Поверхность холмистая, достигающая высоты 1000 метров у Пуль и Хатупа и 760 м у Зюльфагара. На западе ограничена горами, тянущимися вдоль Теджила (верховья этой реки называются Герируд, на них лежит Герат). Бадхыз состоит из увалов большой длины, высотой от 20 — 200 метров над окружающей равниной, склоны довольно отлоги, поросли кустарником «Сазо», с его красными ветками и пахучими цветами, травами и колпачками.
Увалы разделены долинами, «такырами», то есть глинистыми площадями без растительности. В более глубоких долинах находятся солончаки и соляные озера. Самые большие из них Ер-Ойлан, 20 вёрст к северу, от Ак-Робата, содержащие превосходную поваренную соль.